# Pomacentrus auriventris
Pomacentrus auriventris là một loài cá biển thuộc chi Pomacentrus trong họ Cá thia. Loài này được mô tả lần đầu tiên vào năm 1991.

## Từ nguyên
Từ định danh được ghép bởi hai âm tiết trong tiếng Latinh: aureus ("mạ vàng") và ventris ("ở bụng"), hàm ý đề cập đến màu vàng ở nửa thân dưới của loài cá này.

## Phạm vi phân bố và môi trường sống
Từ Indonesia, phạm vi của P. auriventris trải dài đến quần đảo Caroline ở Tây Thái Bình Dương, còn ở Đông Ấn Độ Dương, loài này chỉ được ghi nhận tại đảo Giáng Sinh (Úc).
P. auriventris sinh sống tập trung gần những rạn san hô viền bờ ở độ sâu khoảng từ 2 đến 35 m.

## Mô tả

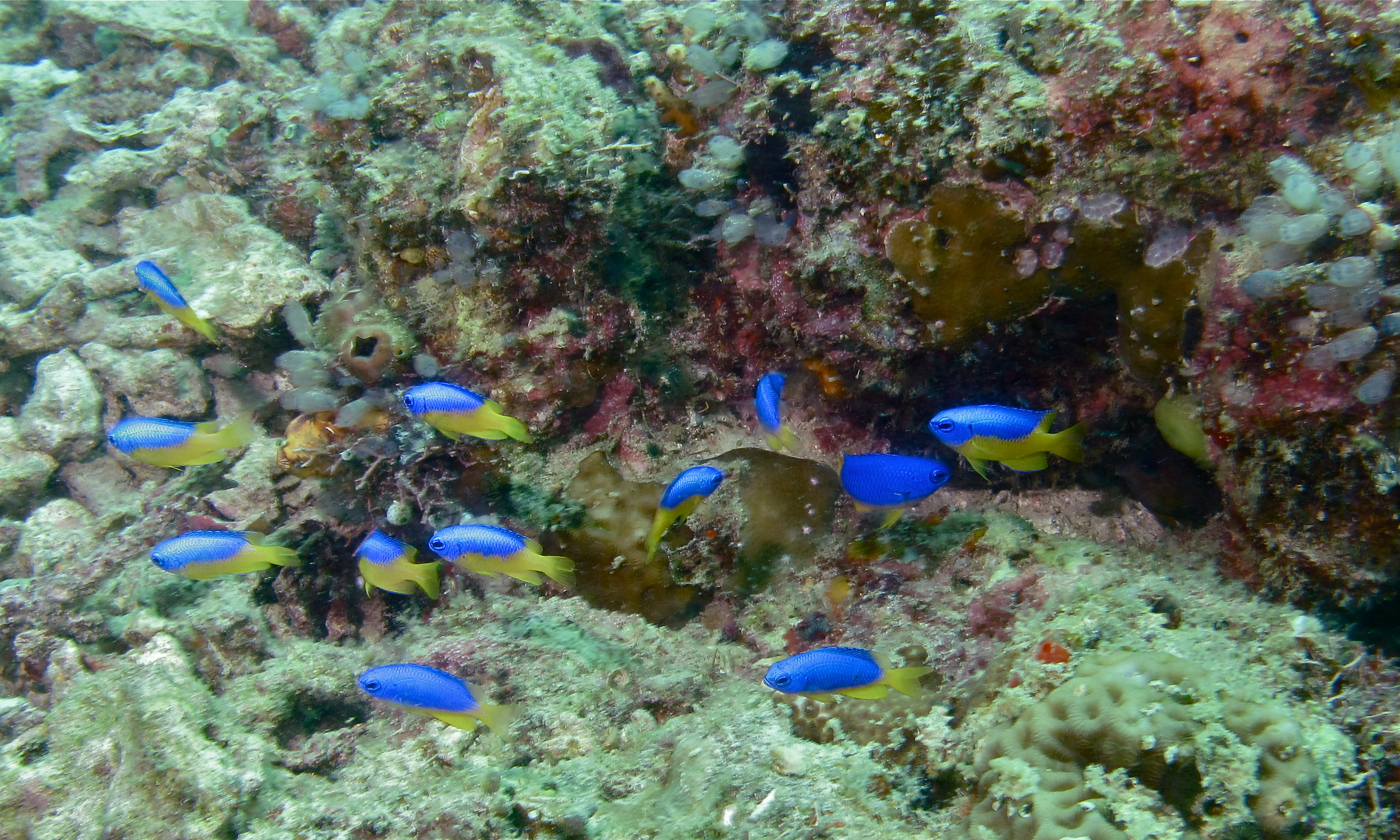
Một nhóm P. auriventris

Chiều dài lớn nhất được ghi nhận ở P. auriventris là 6 cm. Thân trên và đầu của P. auriventris có màu xanh lam óng, còn thân dưới có màu vàng (màu vàng từ gốc vây ngực lan rộng đến toàn bộ cuống và vây đuôi, vây hậu môn và vây bụng cũng như phía sau vây lưng). Có đốm đen nhỏ ở trên nắp mang.
Số gai ở vây lưng: 13; Số tia vây ở vây lưng: 13–14; Số gai ở vây hậu môn: 2; Số tia vây ở vây hậu môn: 14–15; Số gai ở vây bụng: 1; Số tia vây ở vây bụng: 5.

## Phân loại học
P. auriventris thuộc phức hợp loài Pomacentrus coelestis, một nhóm đặc trưng bởi màu xanh sáng trên cơ thể.

## Sinh thái học
Thức ăn của P. auriventris bao gồm tảo và các loài động vật phù du. Chúng thường hợp thành những nhóm nhỏ và bơi gần đáy. Cá đực có tập tính bảo vệ và chăm sóc trứng.